# کوبروو
کوبروو (به آلمانی: Kobrow) یک شهر در آلمان است که در لودویگسلوست-پارشیم واقع شده‌است. کوبروو ۴۷۸ نفر جمعیت دارد.